# Lomographa costijuncta
Lomographa costijuncta là một loài bướm đêm trong họ Geometridae.